# Гилад Цукерман
Гилад Цукерман (хебр. גלעד צוקרמן; Тел Авив, 1. јун 1971) израелски је лингвист и лексиколог и редовни професор лингвистике на Универзитету у Аделејду у Аустралији.

## Дела
Делимична листа важних дела:

### Књиге
- Revivalistics: From the Genesis of Israeli to Language Reclamation in Australia and Beyond, 2020, Oxford University Press ( 9780199812790 /  9780199812776)
- Language Contact and Lexical Enrichment in Israeli Hebrew, 2003, Palgrave Macmillan ( 9781403917232 /  9781403938695)
- Israelit Safa Yafa, 2008, Am Oved ( 978-965-13-1963-1)
- Engaging – A Guide to Interacting Respectfully and Reciprocally with Aboriginal and Torres Strait Islander People, and their Arts Practices and Intellectual Property, 2015
- Dictionary of the Barngarla Aboriginal Language of Eyre Peninsula, South Australia, 2018
- Jewish Language Contact (= International Journal of the Sociology of Language 226), 2014
- Burning Issues in Afro-Asiatic Linguistics Архивирано на веб-сајту  (16. август 2020), 2012
- Barngarlidhi Manoo (Speaking Barngarla Together), Barngarla Language Advisory Committee, 2019. (Barngarlidhi Manoo – Part II)

### Есеји
- Zuckermann, Ghil'ad; Quer, Giovanni; Shakuto, Shiori (2014). „Native Tongue Title: Proposed Compensation for the Loss of Aboriginal Languages”. Australian Aboriginal Studies. 2014/1: 55—71.
- Zuckermann, Ghil'ad; Walsh, Michael (2014). „“Our Ancestors Are Happy!”: Revivalistics in the Service of Indigenous Wellbeing”. Foundation for Endangered Languages. XVIII: 113—119.
- Zuckermann, Ghil'ad; Walsh, Michael (2011). „Stop, Revive, Survive: Lessons from the Hebrew Revival Applicable to the Reclamation, Maintenance and Empowerment of Aboriginal Languages and Cultures” (PDF). Australian Journal of Linguistics. 31: 111—127.
- Zuckermann, Ghil'ad (2009). „Hybridity versus Revivability: Multiple Causation, Forms and Patterns” (PDF). Journal of Language Contact. 2: 40—67.
- Zuckermann, Ghil'ad (2006). „A New Vision for "Israeli Hebrew": Theoretical and Practical Implications of Analysing Israel's Main Language as a Semi-Engineered Semito-European Hybrid Language” (PDF). Journal of Modern Jewish Studies. 5: 57—71.
- Zuckermann, Ghil'ad (2004). „Cultural Hybridity: Multisourced Neologization in "Reinvented" Languages and in Languages with "Phono-Logographic" Script” (PDF). Languages in Contrast. 4: 281—318.
- Zuckermann, Ghil'ad (2003). „Language Contact and Globalisation: The Camouflaged Influence of English on the World's Languages – with special attention to Israeli (sic) and Mandarin” (PDF). Cambridge Review of International Affairs. 16: 287—307.
- Zuckermann, Ghil'ad (2008). „'Realistic Prescriptivism': The Academy of the Hebrew Language, its Campaign of 'Good Grammar' and Lexpionage, and the Native Israeli Speakers” (PDF). Israel Studies in Language and Society. 1: 135—154.
- "Complement Clause Types in Israeli", Complementation: A Cross-Linguistic Typology, Oxford University Press, pp. 72–92, 2006.
- " 'Etymythological Othering' and the Power of 'Lexical Engineering' in Judaism, Islam and Christianity. A Socio-Philo(sopho)logical Perspective", Explorations in the Sociology of Language and Religion, John Benjamins, pp. 237–258, 2006.
- "Blorít: Pagans' Mohawk or Sabras' Forelock?: Ideological Secularization of Hebrew Terms in Socialist Zionist Israeli", The Sociology of Language and Religion: Change, Conflict and Accommodation, Palgrave Macmillan, pp. 84–125, 2010.
- "Icelandic: Phonosemantic Matching", Globally Speaking: Motives for Adopting English Vocabulary in Other Languages, Multilingual Matters, pp. 19–43, 2008.

## Филмографија
- Fry's Planet Word, Stephen Fry
- SBS: Living Black: S18 Ep9 - Linguicide
- Babbel: Why Revive A Dead Language? - Interview with Prof. Ghil'ad Zuckermann
- Language Revival: Securing the Future of Endangered Languages, edX MOOC